# To Future Me
「To Future Me」（トゥフューチャーミー）は、2025年6月18日に発売された風男塾の37thシングル。

## 概要
メンバーは、柚希関汰、英城凛空、葉崎アラン、天堂太陽、胡桃沢鼓太郎、凰紫丈源、赤星良宗。
前作「exdreamers」のアンサーソングとなっている。

## 収録曲
テイチクレコード公式サイト内の紹介ページによる。

### 初回限定盤A

#### CD
1. To Future Me
  - 作詞：成田忍　/ 作曲・編曲：福島貴夫
2. Flower
  - 作詞・作曲・編曲：近藤圭一（SUPA LOVE）
3. Fun Fan Fun
  - 作詞：成田忍・馬場絵麻　/ 作曲・編曲：成田忍

#### DVD
- 「To Future Me」Music Video
- 「To Future Me」Music Video メイキング

### 初回限定盤B

#### CD
1. To Future Me
2. Flower
3. Fun Fan Fun

#### DVD
特典映像 ㊗︎現体制3周年 熱々中華de熱々トーク

### 通常盤

#### CD
1. To Future Me
2. Flower
3. Fun Fan Fun
4. To Future Me（Instrumental）
5. Flower（Instrumental）
6. Fun Fan Fun（Instrumental）

#### 封入特典
ランダムトレーディングカード（全7種）